# مجسمه محمد فضولی

مجسمه محمد فضولی

مجسمه محمد فضولی در باکو (به ترکی آذربایجانی: Füzulinin heykəli) نمونه چشم‌نواز مجسمه سازی می‌باشد، که در سال ۱۹۶۲ در مقابل ساختمان تئاتر درام ملی آکادمی دولت آذربایجان نصب گردید. این مجسمه از سوی «توکای محمدف»، عضو غیرحضوری آکادمی نقاشی شوروی و «عمر ائلدارف»، عضو حضوری آکادمی نقاشی شوروی خلق شده‌است.

## دربارهٔ مجسمه

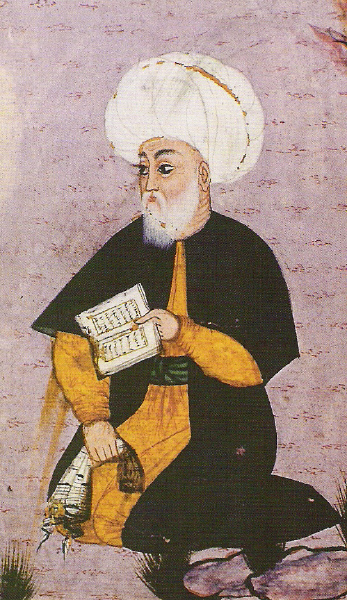
نقاشی از محمد فضولی

مراسم پرده برداری رسمی از مجسمه محمد فضولی، شاعر سرشناس آذربایجانی به تاریخ ۲ ژوئن سال ۱۹۶۲ برگزار شد.
مجسمه از برنز تهیه و روی شالودهٔ سنگ خارایی قرار داده شده‌است. به مجسمه سازان این اثر هنری «توکای محمدف» و «عمر ائلدارف» به خاطر آفرینش آن نشان نقره ای آکادمی نقاشی شوروی اعطا گردیده‌است.
ارتفاع مجموعه ۱۲، شالوده گرانیتی ۶ و مجسمه برنزی نیز ۶ متر است. این کار «توکای محمدف» و «عمر ائلدارف» که آن روزگار مجسمه سازان جوان بودند، در مسابقه ای برگزار شده در سال ۱۹۵۸ برنده شده‌است.